# QuickTime Streaming Server
QuickTime Streaming Server（クイックタイム ストリーミング サーバ、QTSS）は、Appleが開発したストリーミングサーバで、リクエストに応じてネットワークに映像、音声をリアルタイムに配信することを目的としたデーモンソフトウェアである。
GUIアプリケーションツールのQTSS Publisherを使って設定を変更できる。
QuickTime Streaming ServerはオープンソースのDarwin Streaming Serverがベースになっている。macOS以外のOS上でも、オープンソースのDarwin Streaming Serverを利用すれば同じサービスを提供できる。
QuickTime Broadcasterを用いて、QTSSからリアルタイムで音声と映像をライブ中継できる。